# 泰勒·貝伊
泰勒·塔里克·貝伊（1998年2月10日—）為美國男子籃球運動員，現效力於以色列籃球超級聯賽海法夏普爾。
貝伊畢業於科羅拉多大學波德分校，2020年投入NBA選秀，在選秀會第二輪第36順位獲得费城76人青睞。2024年3月，P. LEAGUE+臺北富邦勇士與貝伊完成簽約。2024年8月，以色列籃球超級聯賽海法夏普爾與貝伊簽下2024-25賽季合約。貝伊11月時曾因為有火箭落在住處附近要離開了海法夏普爾，在12月決定不離開球隊。

## 外部連結
- 泰勒·貝伊在fiba.basketball（英语）
- 泰勒·貝伊在NBA官網（英语）
- 泰勒·貝伊在NBA G聯盟官網（英语）
- 泰勒·貝伊在P. LEAGUE+官網
- 泰勒·貝伊在Basketball-Reference.com（NBA）（英语）
- 泰勒·貝伊在Basketball-Reference.com（NBA G聯盟）（英语）
- 泰勒·貝伊在Basketball-Reference.com（國際）（英语）
- 泰勒·貝伊在Sports-Reference.com（NCAA）（英语）
- 泰勒·貝伊在Eurobasket.com（球員）（英语）
- 泰勒·貝伊在Proballers（英语）
- 泰勒·貝伊在RealGM（球員）（英语）
- 泰勒·貝伊在Flashscore（英语）